# Brachyurophis
Brachyurophis – rodzaj jadowitych węży z rodziny zdradnicowatych (Elapidae).

## Zasięg występowania
Rodzaj obejmuje gatunki występujące w Australii. 

## Systematyka

### Etymologia
- Brachyurophis: gr. βραχυς brakhus „krótki”[7]; ουρα oura „ogon”[8]; οφις ophis, οφεως opheōs „wąż”[9].
- Rhinelaps: gr. ῥις rhis, ῥινος rhinos „nos, pysk”[10]; ελοψ elops, ελοπος elopos „niemy”, tu w znaczeniu „jakiś rodzaj węża”[11]. Gatunek typowy: Rhinelaps fasciolatus Günther, 1872.
- Hornea: William Austin Horn (1841–1922), australijski poseł, biznesmen, który sfinansował wyprawę do środkowej Australii w 1894 roku[4]. Gatunek typowy: Hornea pulchella Lucas & Frost, 1896 (= Rhinelaps fasciolatus Günther, 1872).

### Podział systematyczny
Do rodzaju należą następujące gatunki:
- Brachyurophis approximans (Glauert, 1854)
- Brachyurophis australis (Krefft, 1864)
- Brachyurophis campbelli (Kinghorn, 1929)
- Brachyurophis fasciolatus (Günther, 1872)
- Brachyurophis incinctus (Storr, 1968)
- Brachyurophis morrisi (Horner, 1998)
- Brachyurophis roperi (Kinghorn, 1931)
- Brachyurophis semifasciatus Günther, 1863